# Caso Wallace
El Caso Wallace fue un proceso judicial, se refiere al nombre mediático con el que se ha dado seguimiento desde la denuncia de Isabel Miranda de Wallace por el secuestro de su hijo Hugo Alberto Wallace Miranda en 2005, a la línea de investigación, sentencia y controversias al proceso judicial. En mayo de 2014, la periodista Guadalupe Lizárraga publicó la investigación El falso Caso Wallace con la que revela la fabricación del secuestro, con tres identidades de Hugo Alberto y el padre biológico sobre el que había mentido Isabel Miranda.

## Hechos
La cronología de los eventos
- El 11 de julio de 2005, Hugo Alberto Wallace Miranda fue reportado como secuestrado en Plaza Universidad.
- La denuncia fue presentada por Isabel Miranda de Wallace y tres familiares ante la PGR el 13 de julio.
- El 16 de julio de 2005 se dio la primera detención de George Khoury Layón, relacionándolo sin éxito con el caso Wallace.
- El 10 de enero de 2006 fue detenida arbitrariamente Juana Hilda González Lomelí bajo el señalamiento de haber sido el gancho para perpetrar el secuestro.
- El 23 de enero de 2006 detienen de manera arbitraria a César Freyre Morales, es torturado, en una casa de seguridad, y lo presentan a la PGR hasta el 26 de enero.
- El 30 de enero de 2006 se da la segunda detención arbitraria de George Khoury Layón.
- El 8 de febrero de 2006 Juana Hilda González Lomelí es trasladada del arraigo a la SIEDO, torturada y drogada para incriminar a seis personas más.
- La madre y hermana de César Freyre Morales, María Rosa Morales y Julieta Freyre, son detenidas en el arraigo al momento de visitar a César, acusadas de extorsión.
- El 22 de febrero de 2006, Miranda de Wallace ofrece una recompensa de los inculpados vía espectaculares.
- El 7 de marzo de 2006 Isabel Miranda de Wallace y su hermano Roberto capturan a Albert Castillo Cruz y lo exhiben en medios como integrante de la supuesta banda.
- El 28 de diciembre de 2006 Isabel Miranda y policías de la CDMX[aclaración requerida] detienen a Jael Malagón Uscanga relacionado con el caso Wallace por la fotografía de Chalma.
- El 30 de noviembre de 2007 es detenida Brenda Quevedo Cruz en Estados Unidos.
- El 9 de junio de 2009, un juez estadounidense autoriza la extradición de Brenda Quevedo.

+ El 2 de septiembre de 2009, George Khoury Layón es detenido arbitrariamente y torturado por los policías Porfirio Sánchez Mendoza y Rolando Mayorga Cordero (prófugo).
- El 27 de noviembre de 2009 es torturada Brenda Quevedo dentro del penal de Santiaguito, Estado de México.
- Para el 2 de octubre de 2010 torturan a César Freyre Morales para que se incrimine del secuestro e incrimine a los demás.
- El 12 de octubre de 2010 vuelve a ser torturada Brenda Quevedo y al día siguiente Albert Castillo.
- El 22 de octubre de 2010 vuelve a ser torturado César Freyre, pese a que ya se había incriminado. Ese día le informan de la muerte de su hermana Julieta.
- [2] Anabel Hernández publica Los señores del narco, incriminando a César Freyre, George Khoury Layón, Jacobo Tagle Dobín y a Juana Hilda González, del caso Wallace.
- El 3 de diciembre de 2010 Jacobo es detenido arbitrariamente y torturado para que incrimine a George Khoury Layón y a César Freyre de otros homicidios.
- El 15 de diciembre de 2010, Felipe Calderón Hinojosa entrega a Isabel Miranda de Wallace el Premio Nacional de Derechos Humanos.
- 24 de diciembre, se dicta sentencia a César Frayre Morales, Juana Hilda González Lomelí, Antonio Castillo Cruz y Alberto Castillo Cruz.
- El 18 de septiembre de 2017 el Grupo de Trabajo de Detención Arbitraria de Naciones Unidas pide al Estado mexicano la libertad inmediata de George Khoury Layón.
- El 22 de septiembre de 2020 ONU emite opinión de libertad a Brenda Quevedo Cruz por larga prisión preventiva.
- El 25 de junio de 2024 se le otorga prisión domiciliaria a Brenda Quevedo Cruz, tras 15 años sin sentencia dictada

## Recomendación de la ONU
El Grupo de Trabajo sobre Detención Arbitraria (GTDA) de las Organización de las Naciones Unidas (ONU) emitió el 18 de septiembre de 2017 la opinión 16/2017 en el que solicita la libertad inmediata de George Khoury Layón por cuatro detenciones arbitrarias y tortura. Mientras que el 22 de septiembre de 2020 el GTDA emite la opinión 45/2020 donde expresa que su investigación determina que la acción contra Brenda Quevedo presentó graves violaciones a los derechos humanos y que a once años de su detención, el Estado Mexicano debe liberar y resarcir el daño.

### Respuesta del Estado Mexicano
Para el presidente de México Andrés Manuel López Obrador la recomendación de la ONU es válida se atenderá, tanto la liberación como la reparación del daño.